# Heteralonia vesperugo
Heteralonia vesperugo är en tvåvingeart som först beskrevs av Costa 1893.  Heteralonia vesperugo ingår i släktet Heteralonia och familjen svävflugor. Inga underarter finns listade i Catalogue of Life.